# Nathaniel Atkinson
Nathaniel Caleb Atkinson (Launceston, 19 agosto 1999) è un calciatore australiano, difensore del Melbourne City.

## Caratteristiche tecniche
È un terzino destro.

## Carriera

### Club
Cresciuto nel settore giovanile del Melbourne City, debutta in prima squadra il 1º agosto 2017 in occasione dell'incontro di FFA Cup vinto 2-0 contro il Peninsula Power.
Il 10 gennaio 2022 viene acquistato dagli scozzesi degli Hearts.

### Nazionale
Nel 2021 viene convocato dalla nazionale olimpica australiana per prendere parte alle Olimpiadi di Tokyo. Debutta il 22 luglio in occasione dell'incontro contro l'Argentina.
Nel marzo 2022 riceve la prima convocazione in nazionale maggiore. Fa il suo esordio il 29 del mese stesso nella sconfitta per 1-0 contro l'Arabia Saudita.

## Statistiche
Statistiche aggiornate al 21 dicembre 2024.

### Presenze e reti nei club
| Stagione              | Squadra               | Campionato            | Campionato | Campionato | Coppe nazionali | Coppe nazionali | Coppe nazionali | Coppe continentali | Coppe continentali | Coppe continentali | Altre coppe | Altre coppe | Altre coppe | Totale | Totale | Totale |
| Stagione              | Squadra               | Comp                  | Pres       | Reti       | Comp            | Pres            | Reti            | Comp               | Pres               | Reti               | Comp        | Pres        | Reti        | Pres   | Reti   |        |
| --------------------- | --------------------- | --------------------- | ---------- | ---------- | --------------- | --------------- | --------------- | ------------------ | ------------------ | ------------------ | ----------- | ----------- | ----------- | ------ | ------ | ------ |
| 2017-2018             | Melbourne City        | AL                    | 17         | 0          | CA              | 1               | 0               |                    | -                  | -                  |             | -           | -           | 18     | 0      |        |
| 2018-2019             | Melbourne City        | AL                    | 17         | 0          | CA              | 3               | 0               |                    | -                  | -                  |             | -           | -           | 20     | 0      |        |
| 2019-2020             | Melbourne City        | AL                    | 23         | 1          | CA              | 0               | 0               |                    | -                  | -                  |             | -           | -           | 23     | 1      |        |
| 2020-2021             | Melbourne City        | AL                    | 14         | 2          | CA              | 0               | 0               |                    | -                  | -                  |             | -           | -           | 14     | 2      |        |
| 2021-gen. 2022        | Melbourne City        | AL                    | 4          | 0          | CA              | 0               | 0               |                    | -                  | -                  |             | -           | -           | 4      | 0      |        |
| gen.-giu. 2022        | Hearts                | SP                    | 10+5       | 1+0        | CS              | 5               | 0               | UEL+UECL           | 1+4                | 0+1                |             | -           | -           | 25     | 2      |        |
| 2022-2023             | Hearts                | SP                    | 14+4       | 1+0        | CS              | 3               | 0               |                    | -                  | -                  |             | -           | -           | 21     | 1      |        |
| 2023-2024             | Hearts                | SP                    | 18+1       | 0          | CS              | 3               | 0               | UECL               | 4                  | 0                  |             | -           | -           | 26     | 0      |        |
| Totale Hearts         | Totale Hearts         | Totale Hearts         | 52         | 2          |                 | 11              | 0               |                    | 9                  | 1                  |             |             |             | 72     | 3      |        |
| 2024-2025             | Melbourne City        | AL                    | 8          | 0          | CA              | 0               | 0               |                    | -                  | -                  |             | -           | -           | 8      | 0      |        |
| Totale Melbourne City | Totale Melbourne City | Totale Melbourne City | 83         | 3          |                 | 4               | 0               |                    | -                  | -                  |             | -           | -           | 87     | 3      |        |
| Totale carriera       | Totale carriera       | Totale carriera       | 135        | 5          |                 | 15              | 0               |                    | 9                  | 1                  |             | -           | -           | 159    | 6      |        |

### Cronologia presenze e reti in nazionale
| Cronologia completa delle presenze e delle reti in nazionale ― Australia | Cronologia completa delle presenze e delle reti in nazionale ― Australia | Cronologia completa delle presenze e delle reti in nazionale ― Australia | Cronologia completa delle presenze e delle reti in nazionale ― Australia | Cronologia completa delle presenze e delle reti in nazionale ― Australia | Cronologia completa delle presenze e delle reti in nazionale ― Australia | Cronologia completa delle presenze e delle reti in nazionale ― Australia | Cronologia completa delle presenze e delle reti in nazionale ― Australia |
| Data                                                                     | Città                                                                    | In casa                                                                  | Risultato                                                                | Ospiti                                                                   | Competizione                                                             | Reti                                                                     | Note                                                                     |
| ------------------------------------------------------------------------ | ------------------------------------------------------------------------ | ------------------------------------------------------------------------ | ------------------------------------------------------------------------ | ------------------------------------------------------------------------ | ------------------------------------------------------------------------ | ------------------------------------------------------------------------ | ------------------------------------------------------------------------ |
| 29-3-2022                                                                | Gedda                                                                    | Arabia Saudita                                                           | 1 – 0                                                                    | Australia                                                                | Qual. Mondiali 2022                                                      | -                                                                        |                                                                          |
| 7-6-2022                                                                 | Ar Rayyan                                                                | Australia                                                                | 2 – 1                                                                    | Emirati Arabi Uniti                                                      | Qual. Mondiali 2022                                                      | -                                                                        |                                                                          |
| 13-6-2022                                                                | Ar Rayyan                                                                | Australia                                                                | 0 – 0 dts (5 – 4 dtr)                                                    | Perù                                                                     | Qual. Mondiali 2022                                                      | -                                                                        | 12’ 91’                                                                  |
| 22-9-2022                                                                | Brisbane                                                                 | Australia                                                                | 1 – 0                                                                    | Nuova Zelanda                                                            | Amichevole                                                               | -                                                                        | 70’                                                                      |
| 25-9-2022                                                                | Auckland                                                                 | Nuova Zelanda                                                            | 0 – 2                                                                    | Australia                                                                | Amichevole                                                               | -                                                                        | 63’                                                                      |
| 22-11-2022                                                               | Al Wakrah                                                                | Francia                                                                  | 4 – 1                                                                    | Australia                                                                | Mondiali 2022 - 1º turno                                                 | -                                                                        | 85’                                                                      |
| 15-6-2023                                                                | Pechino                                                                  | Argentina                                                                | 2 – 0                                                                    | Australia                                                                | Amichevole                                                               | -                                                                        | 47’ 73’                                                                  |
| 9-9-2023                                                                 | Arlington                                                                | Messico                                                                  | 2 – 2                                                                    | Australia                                                                | Amichevole                                                               | -                                                                        |                                                                          |
| 6-1-2024                                                                 | Abu Dhabi                                                                | Bahrein                                                                  | 0 – 2                                                                    | Australia                                                                | Amichevole                                                               | -                                                                        | 78’                                                                      |
| 23-1-2024                                                                | Al Wakrah                                                                | Australia                                                                | 1 – 1                                                                    | Uzbekistan                                                               | Coppa d'Asia 2023 - 1º turno                                             | -                                                                        | 90+4’                                                                    |
| 28-1-2024                                                                | Al Rayyan                                                                | Australia                                                                | 4 – 0                                                                    | Indonesia                                                                | Coppa d'Asia 2023 - Ottavi di finale                                     | -                                                                        | 69’                                                                      |
| 2-2-2024                                                                 | Al Wakrah                                                                | Australia                                                                | 1 – 2 dts                                                                | Corea del Sud                                                            | Coppa d'Asia 2023 - Quarti di finale                                     | -                                                                        | 73’                                                                      |
| 21-3-2024                                                                | Sydney                                                                   | Australia                                                                | 2 – 0                                                                    | Libano                                                                   | Qual. Mondiali 2026                                                      | -                                                                        | 61’                                                                      |
| Totale                                                                   |                                                                          | Presenze                                                                 | 13                                                                       |                                                                          | Reti                                                                     | 0                                                                        |                                                                          |

## Palmarès
- Campionato australiano: 1

Melbourne City: 2024-2025